# 東京單軌電車

東京單軌電車舊標誌（2018年7月前使用）

東京單軌電車（日语：／ Tōkyō Monorēru */?）是一家於日本東京都經營單軌電車業的鐵路公司，旗下僅經營一條路線，即东京单轨电车羽田机场线，總部則位於東京濱松町。
2002年，公司部分股份由日立物流出售给了東日本旅客鐵道（JR東日本），現屬JR東日本旗下事業，外國旅客可憑JR Pass搭乘，全線車站均可使用Suica智能卡，同时借由日本全国交通系IC卡互通服务支持使用PASMO、ICOCA等另外10种智能卡。東京單軌電車發行的Suica車票稱為「單軌電車Suica」。
公司除鐵路事業外，還經營旅行社及停車場業務。名古屋铁道在公司成立初期也曾参与运营。

## 沿革

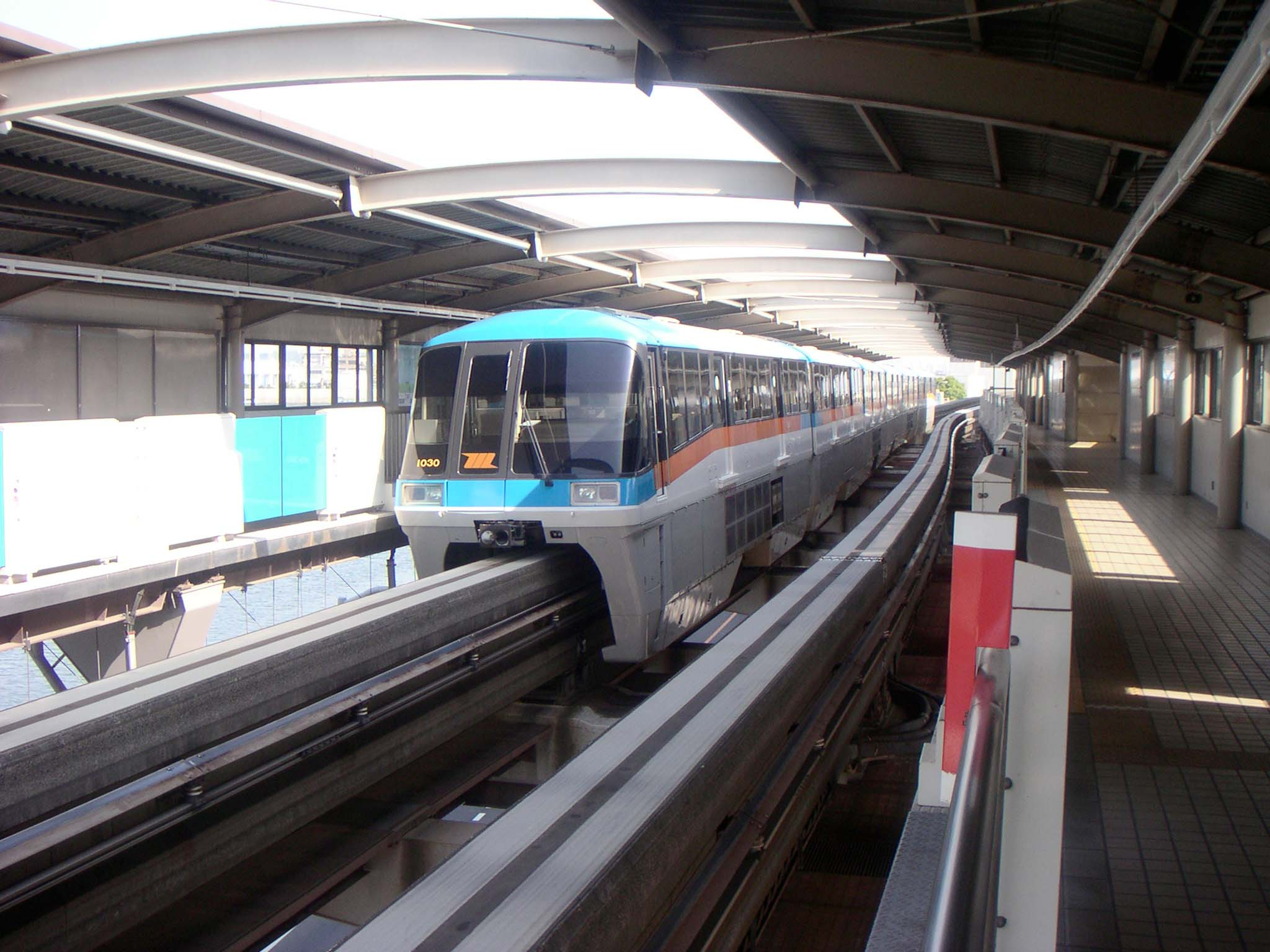
停於維修場站的東京單軌電車

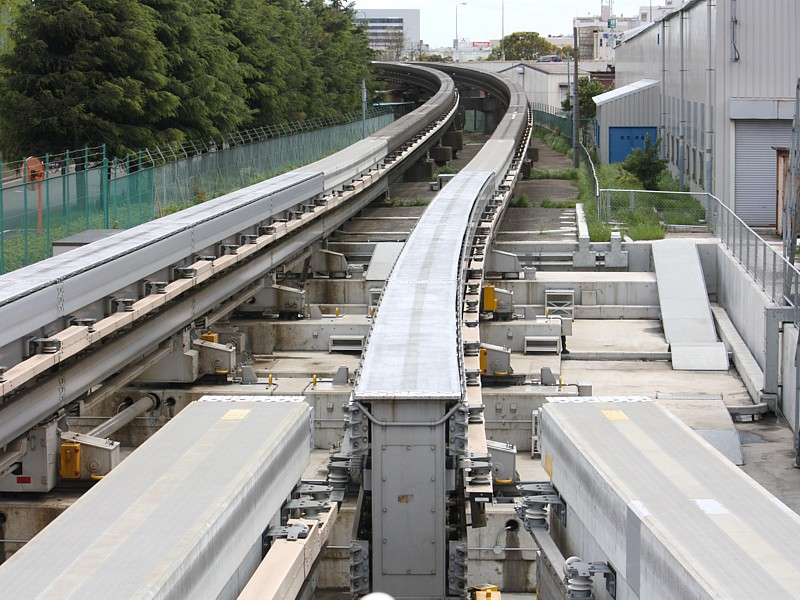
路軌

緊接1964年的東京奧運會開幕，為迎接大批從日本國內外使用東京國際機場（羽田機場）的旅客，當時的名古屋鐵道及日立製作所（下稱日立）於是出資成立一個鐵路公司，由大和觀光負責建設這條路線。路線最終於當年10月10日奧運會開幕前的9月17日正式啟用。
原定當初計劃會以新橋站作為起點，但由於有關用地目標尚未有定案，故最終於濱松町站做為總站。為了趕在奧運會開幕前啟用，遂於不用徵收土地的運河上建設，連夜趕工。雖然最終趕在奧運會前開幕，但工程費用因而超支，成為了經營上的制肘。而且在開業初期，一般都甚少人搭乘飛機及海外旅行，而且路線又未設置中途站，結果只有極少量的機場旅客使用。再加上當時的乘車費用處於高水平，單程250日圓，來回450日圓（當時計程車起始價為100日圓，週刊售50日圓一份），一般市民很難負擔。使列車經常於平均只有20%客滿情況下開出。情況在1966年仍沒太大改善，只微升至40%。東京單軌電車除了調低車票售價之外，還發行特別優惠票以吸引一些只想參觀機場的遊客。另外，又相繼增設大井競馬場前站，及為在機場上班的人新建維修場站。可惜這些措施仍未為該鐵路帶來大量乘客，公司當時正處於破產危機之中。故名古屋鐵道於當時只好提早撤走資本。
其後，隨著國際、國內航線逐漸發展，使用機場人數亦隨即增加。由於使用該鐵路比經常在首都高速公路上塞車的巴士及計程車還要快，在這個良好的形象之下，乘客量徐徐增長。
該鐵路曾是羽田機場唯一的聯外鐵路，但在1998年，由京急、京成、都營地下鐵等3間鐵路業者聯營（直通運行）的京急機場線延伸至羽田機場場區內（該線原先止於場區邊緣），再加上京急機場線開始運行連接羽田機場與成田機場間的直通特急列車，遭遇強力競爭的東京單軌電車再度遭遇經營難題。
為配合在羽田機場升降的航機增加，東京單軌電車有必要加發列車來跟京急機場線作競爭。但採用單線設計的濱松町站已到達瓶頸位置，所以進行改建變得更加急切。可是做為母公司的日立集團，此時卻急需作大規模投資而不能即時調動資金。幸好，此時東日本旅客鐵道（JR東日本）正考慮參與前往羽田機場的鐵路行列，兩間公司有感大家可以互相幫忙，遂於2001年把經營東京單軌電車的日立物流70%的股份售出，使東京單軌電車屬於JR東日本旗下。而日立為發展製造、發售單軌電車及相關旅客事業服務，而留下30%股份（之後減低持股至12%）。
2002年，把東京單軌電車成為子公司的JR東日本，在濱松町總站新設置一個能直通JR車站大廳的入閘口，並使京濱東北線快速列車於濱松町站停車，同時導入智能車票Suica，及推出從山手線內各站前往羽田機場站之間的特惠車票，連串的措施均有效地提高單軌電車的便利性。從2004年8月8日起更實施全日行駛快速列車，可見JR東日本強化機場交通競爭力的決心。隨著位於昭和島站的避車線工程開始，將來更加可能實現快速列車與普通列車同時行走。為了再進一步使該鐵路的便利性向上，JR東日本正計劃把東京單軌電車路線向東京站延伸，但現階段還沒落實任何具體計畫。
另外，在現有的天王洲島站北面、JR品川站東側的港南地區，因再開發計畫的展開，將會建設新的高樓大廈群，預計屆時東京單軌電車的乘客量將會繼續增加。
2004年12月1日，隨著羽田機場第2客運大樓啟用，由羽田機場站延伸至羽田機場第2大樓站的一段路線同時啟用，羽田機場站則改稱為羽田機場第1大樓站。現時行走的車輛均為日立製造的跨座式單軌電車，全線大多都以高架橋方式建造，只有天空橋至新維修場間及維修場至羽田機場第2客運大樓之間的一段是以地下隧道形式行走。
由於該鐵路已屬JR東日本旗下，故全線均可使用Suica智慧卡支付車資，並與PASMO、ICOCA等其他日本的交通智慧卡相互通用。
- 1959年8月7日：成立大和觀光。隨後名稱相繼改為日本高架電鐵及其後的東京單軌電車（舊公司法人）。
- 1964年9月17日：單軌電車濱松町站～（舊）羽田站間開通。
- 1965年5月27日：大井競馬場前站啟用。
- 1965年12月：名古屋鐵道自東京單軌電車撤資並退出經營。
- 1966年11月：日本國鐵濱松町站與單軌電車濱松町站之間的連接橋建設完成。（設於車站南口）
- 1967年3月20日：羽田維修場站（今維修場站）啟用。
- 1967年11月1日：日立運輸株式會社、東京單軌電車株式會社及西部日立運輸株式會社3間公司合併，名稱更改為日立運輸東京單軌電車株式會社。
- 1969年12月15日：新平和島站（今流通中心站）啟用。
- 1972年1月：新平和島站改稱流通中心站。
- 1981年4月13日：成立子公司「東京單軌電車株式會社」（現公司法人）。
- 1981年5月1日：把單軌電車業務交予東京單軌電車株式會社，而物流部門則改稱日立運輸（即及後的日立物流）。
- 1985年2月7日：昭和島站啟用。
- 1992年6月19日：天王洲島站啟用。列車訊號保安系統由自動列車停止裝置（ATS）轉為自動列車控制裝置（ATC）。
- 1993年9月27日：隨著羽田機場客運大樓遷移，遷移羽田站（今天空橋站），延伸線路至現今的羽田機場第1大樓站。羽田站亦可連接京急機場線，同時把羽田維修場站改稱維修場站。
- 1998年11月18日：隨著京急機場線的羽田機場站（今羽田機場國內線航站樓站）延伸路段啟用，為減少混淆而把羽田站改稱天空橋站。
- 2002年2月：日立物流把手上持有的70%股份售予東日本旅客鐵道，30%售予日立製作所。使東日本旅客鐵道成為第一大股東，成為了JR東日本集團成員一員。
- 2002年：日立製作所進一步把手上持有的9%股份售予日本航空、另外9%則售予全日本空輸，使日立製作所的股份持有率降至12%。
- 2002年4月21日：導入單軌電車Suica，並可與JR東日本互相使用。
- 2002年8月20日：各站完成裝設月台幕門
- 2002年9月28日：開始實行列車一人運行模式。
- 2003年7月19日：JR濱松町站內與單軌電車中央出口入閘口建成跨線連接橋（即單軌電車出口閘機）。
- 2004年12月1日：隨著羽田機場第2客運大樓啟用，羽田機場站至羽田機場第2大樓站間的延伸路段開通。羽田機場站改稱羽田機場第1大樓站。
- 2010年10月21日：羽田機場國際線大樓站開始營運。

## 路線列表
| 記號 | 中文線名               | 日文線名 | 起點                   | 終點                      | 距離（公里） |
| ---- | ---------------------- | -------- | ---------------------- | ------------------------- | ------------ |
| MO   | 東京單軌電車羽田機場線 |          | 單軌電車濱松町（MO01） | 羽田機場第2航站樓（MO11） | 17.8         |

## 運行車輛

### 现在使用的车辆
- 東京單軌電車1000型電聯車
- 東京單軌電車2000型電聯車
- 東京單軌電車10000型電聯車

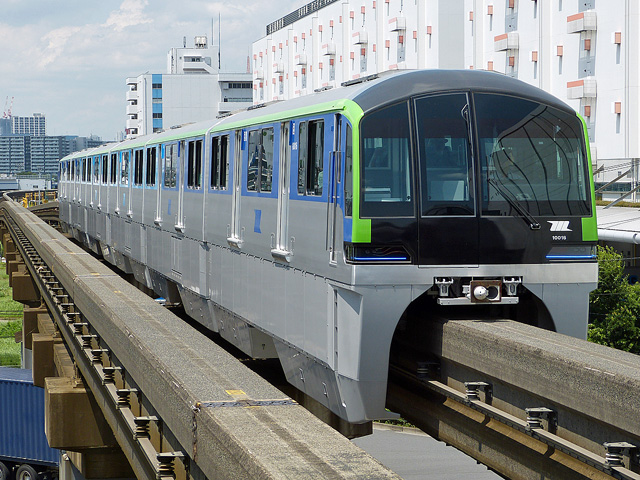
10000形
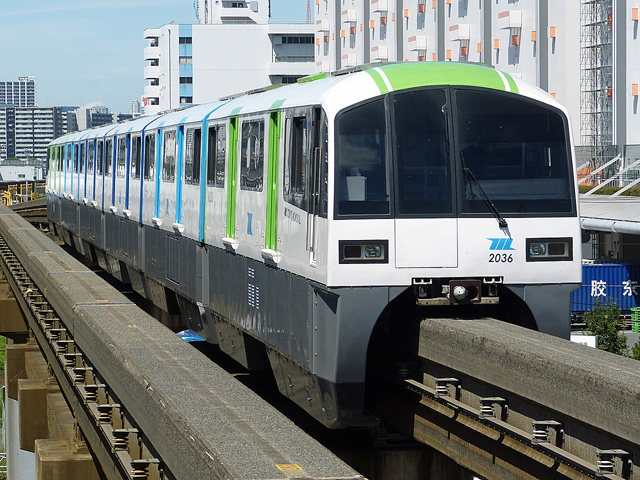
2000形（新塗装車）
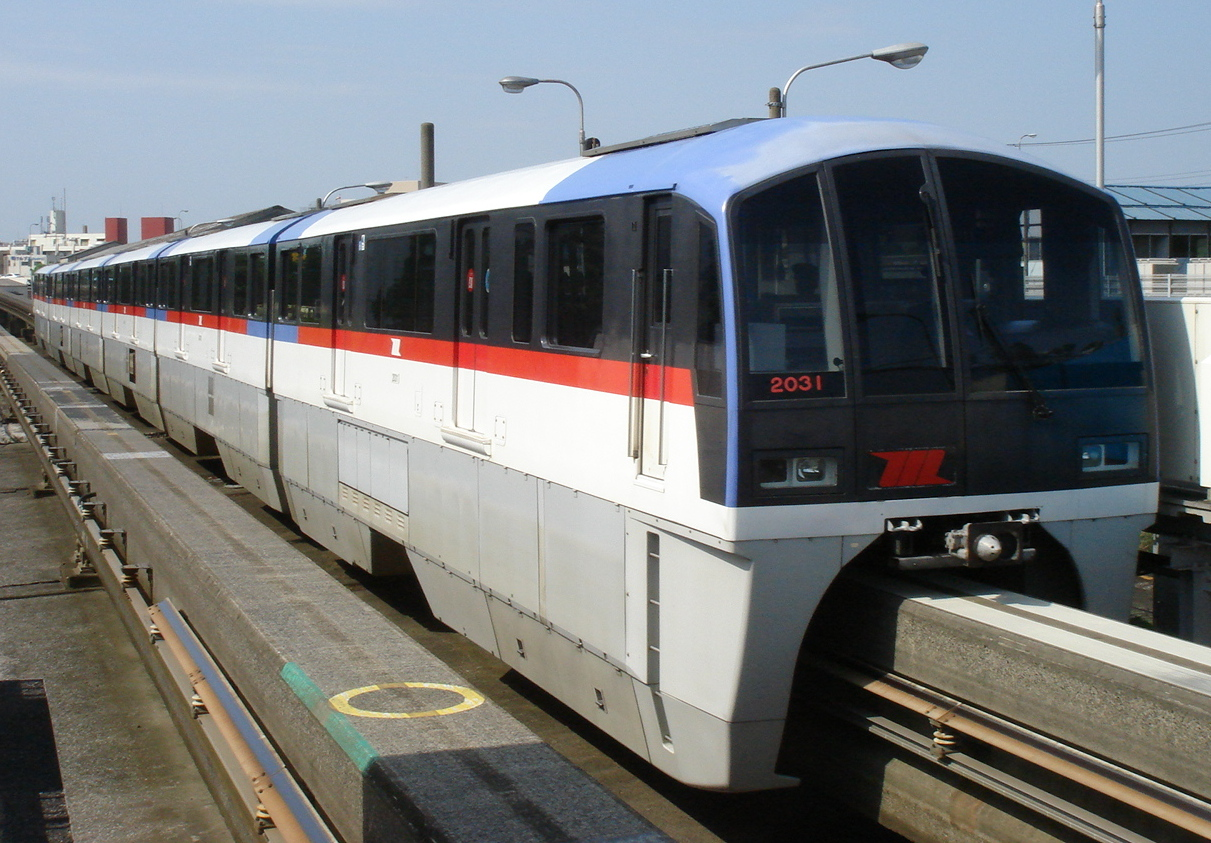
2000形
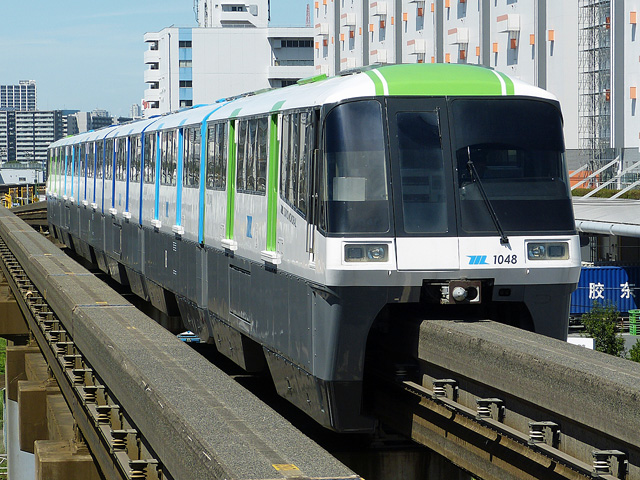
1000形（新塗装車）
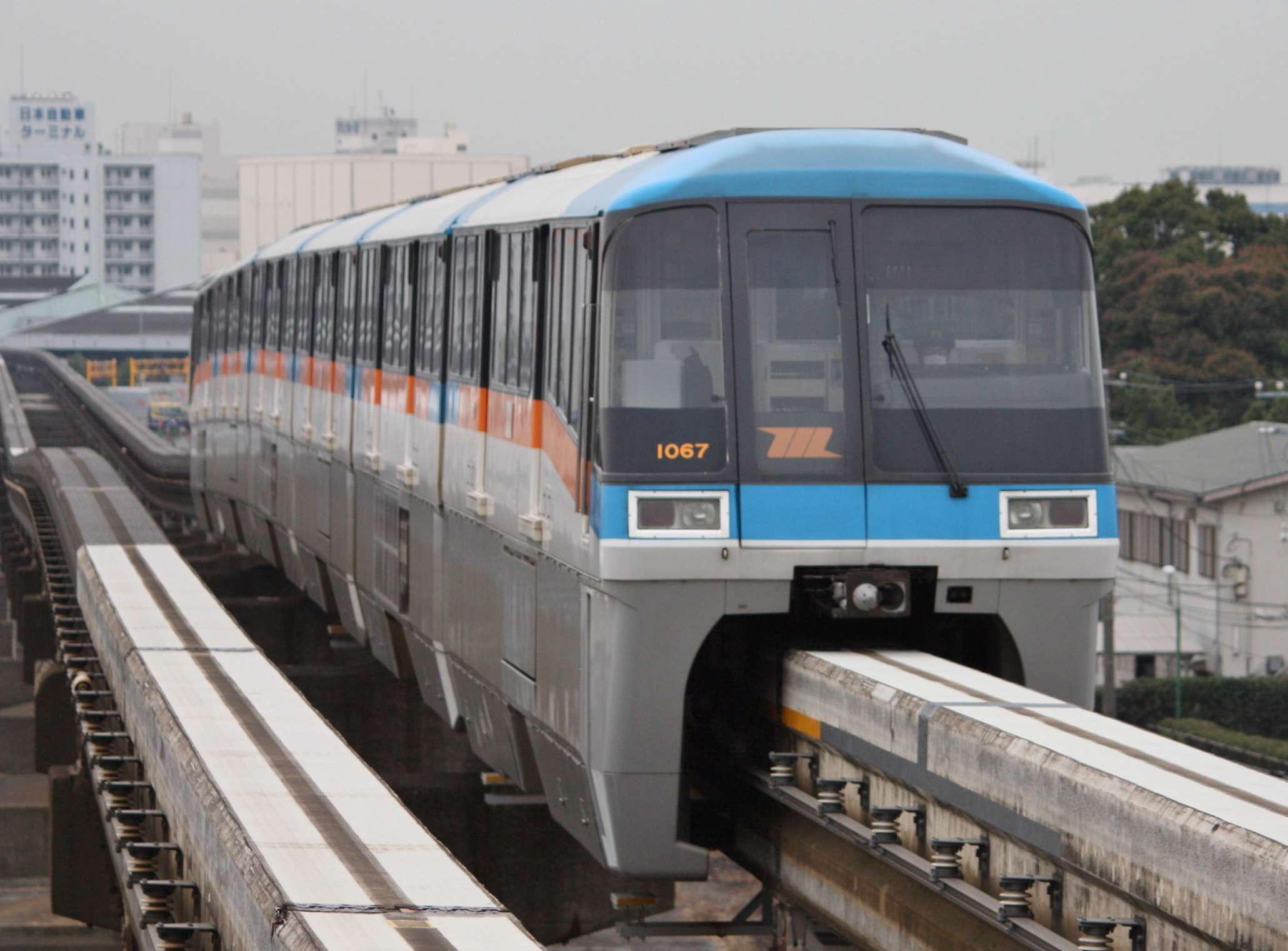
1000形

羽田机场国际线航站楼站开业纪念
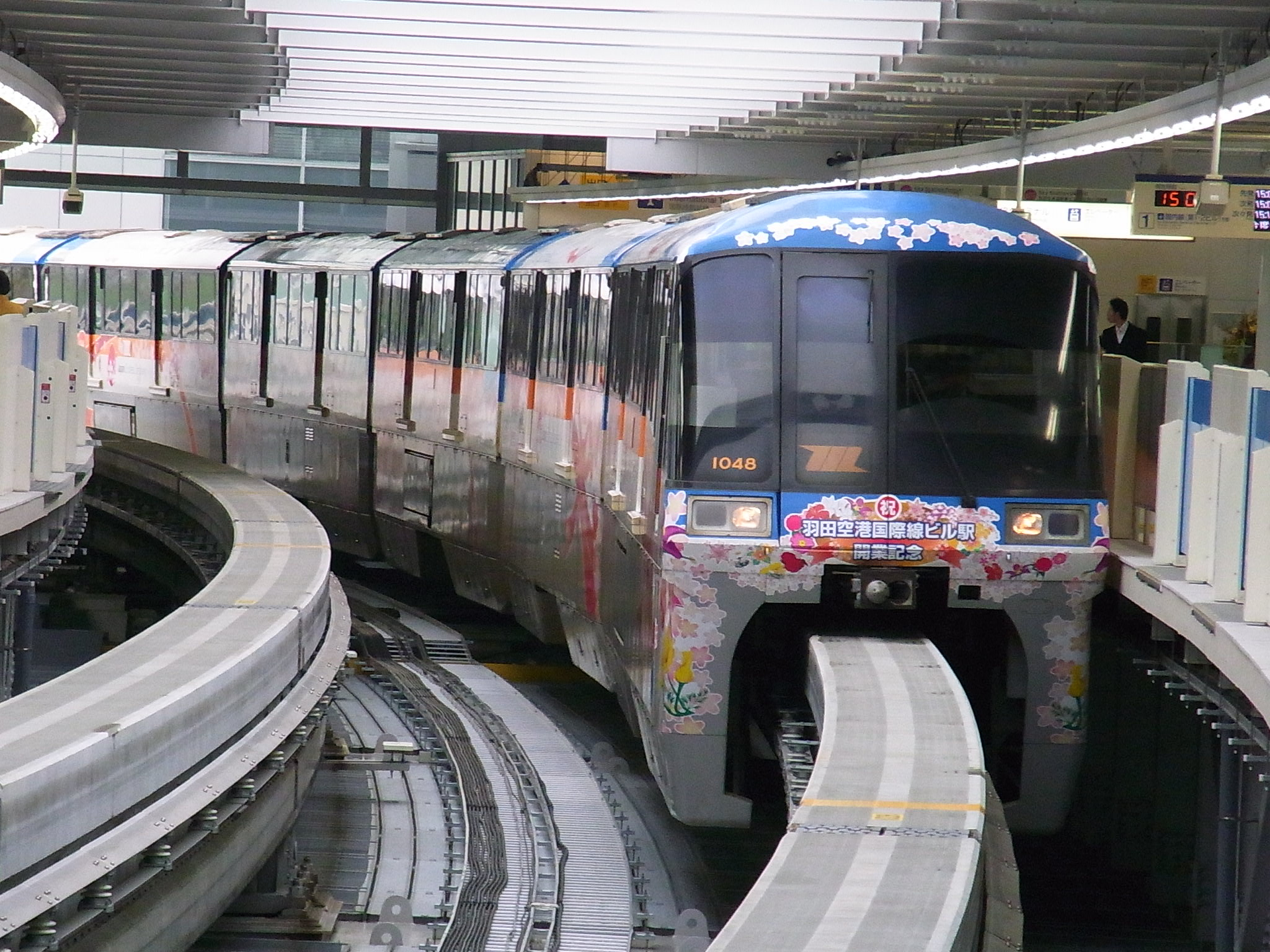
羽田机场国際線航站楼站的1000型纪念列车（摄于2010年10月25日）
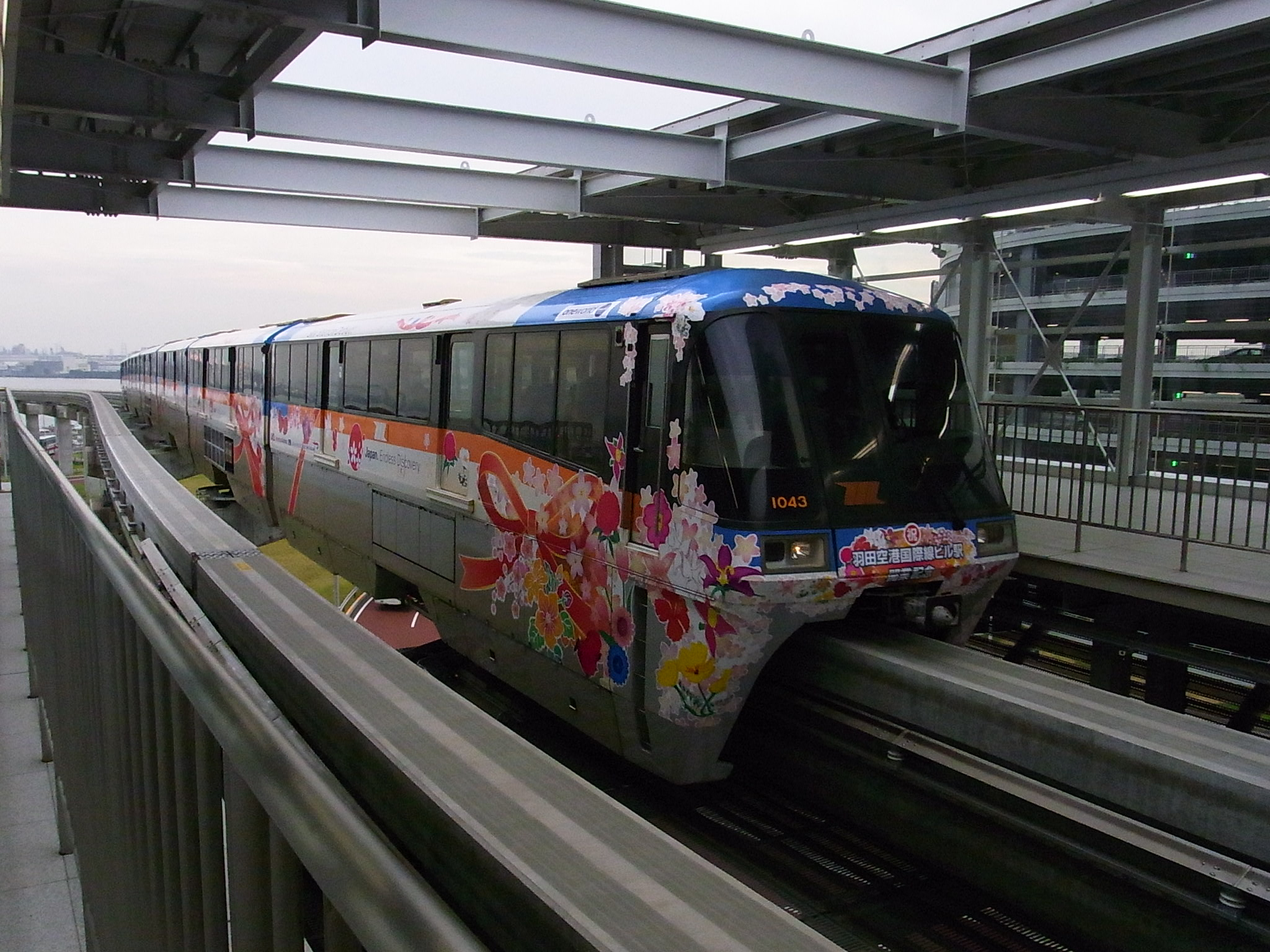
同左（摄于2010年10月25日）
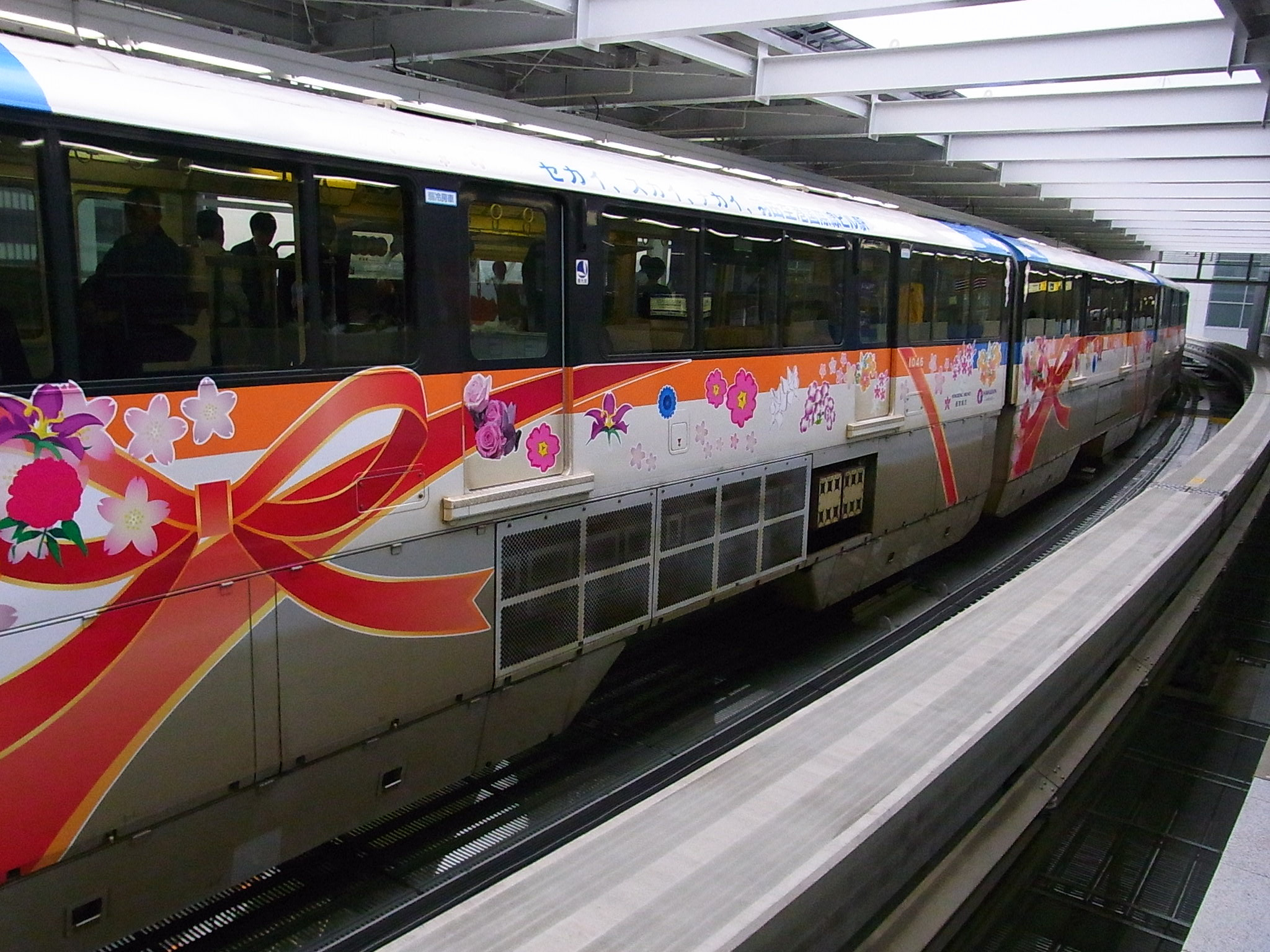
同左（摄于2010年10月25日）

### 过去车辆
- 100形
- 200形
- 300形
- 350形
- 500形
- 600形
- 700形
- 800形

## 車費
下表为成人普通旅客車費（小孩半價；最小以10日圓計算）。資料截至2014年4月1日為止。
| 里程            | 票价（日元） | 票价（日元） |
| 里程            | IC卡         | 現金         |
| --------------- | ------------ | ------------ |
| 最初0.1 - 1.5km | 154          | 160          |
| 1.6 - 4.5       | 195          | 200          |
| 4.6 - 7.5       | 267          | 270          |
| 7.6 - 10.5      | 340          | 340          |
| 10.6 - 13.5     | 411          | 420          |
| 13.6 - 17.8     | 483          | 490          |

從伊丹機場及關西國際機場等有航班前往羽田機場的機場，均設有東京單軌電車的自動售票機。

## 未來發展
有關位於市中心的濱松町總站的維修，是被以首相為總指揮的都市再生總部，指定為緊急維修項目之一。濱松町站將會從現在與世界貿易中心有連接的單軌電車大廈開始，向現有JR濱松町站月台的東面遷移。項目將會把現時的單線月台，改為可以讓兩班列車同時停靠的月台。除了可以紓緩因加發列車而造成的瓶頸外，更可以大幅改善與JR線之間的轉車效率。整個項目將會使用已經完成的東海道線、東海道新幹線路軌遷移工程空出的用地，但實際進行工程時間還沒確定。但整個項目預計會在2009年12月，羽田機場國際線定期航班開通前完成。另外，同時也會在羽田機場新建的新國際線客運大樓裡，增設一個「國際線客運大樓站（暫名）」的新車站。隨之而來，由天空橋至新維修場之間的一段路軌將要進行遷移。
由於整條鐵路已經運作了40年以上，故此曾提出過更換一些因老化而造成行車不穩定的路軌更換。但因此項工程涉及大筆費用而仍在檢討之中。

## 外部連結
- 東京單軌電車官方網站 （页面存档备份，存于） - 有關各站設施及構造圖示、時間表、車費等資料的問題集。
- YouTube上的東京單軌電車頻道